# W及Z玻色子
在物理學中，W及Z玻色子（boson）是負責傳遞弱核力的基本粒子。它們是1983年在歐洲核子研究組織發現的，被認為是粒子物理標準模型的一大勝利。
W玻色子是因弱核力的“弱”（Weak）字而命名的。而Z玻色子則因是“最後一個要發現的粒子”而名。另一個說法是因Z玻色子有零（Zero）電荷而得名。

## 基本性質
W玻色子有兩種，分別有 +1（W+）和−1（W−）單位電荷。W+是W−的反粒子。而Z玻色子（Z0）則為電中性的，且為自身的反粒子。這三種粒子皆十分短命，其半衰期約為{\displaystyle 3\times 10^{-25}}秒。
這些玻色子在各種基本粒子之中屬重型的一類。W的質量為80.399 ± 0.023 GeV，而Z則為91.1876 ± 0.0021 GeV。它們差不多是質子質量的一百倍——比鐵原子還要重。玻色子的質量是十分重要的，因其限制了弱核力的作用範圍。相對地，因為光子無質量，故電磁力的作用範圍無限遠。

## 弱相互作用

費曼圖β -衰變的一個中子變成質子，以及通过一个瞬间的重W玻色子衰变成的电子和反電微中子

W和Z玻色子是传递弱相互作用的媒介粒子，就像光子是传递电磁相互作用和胶子是传递强相互作用的媒介粒子一樣。W玻色子在核衰變過程中擔任一個重要的角色。以鈷-60的β衰變為例，
{\displaystyle {}_{27}^{60}{\hbox{Co}}\to {}_{28}^{60}{\hbox{Ni}}+{\hbox{e}}^{-}+{\overline {\nu }}_{e}}
此反應在超新星和中子彈爆炸時是非常重要的。可是它並不需牽涉到整個鈷核子，而只是它33個中子其中之一。此中子在衰變期間轉變成一個質子、電子（又叫β粒子）和反電微中子：
{\displaystyle {\hbox{n}}\to {\hbox{p}}+{\hbox{e}}^{-}+{\overline {\nu }}_{e}}
但中子和質子都只是夸克的組合（中子是“上下下”(標準模型符號為:u,d,d)，質子是“上上下”(標準模型符號為:u,u,d)）。中子的一粒下夸克在β衰變中受弱相互作用的影响而變成上夸克：
{\displaystyle {\hbox{d}}\to {\hbox{u}}+{\hbox{W}}^{-}}，
故弱相互作用可改變夸克的“味道”（參閱費米子）。而所發出的W−粒子迅速衰變成電子和反電微中子：
{\displaystyle {\hbox{W}}^{-}\to {\hbox{e}}^{-}+{\overline {\nu }}_{e}}
因Z玻色子是自己的反粒子，故它的所有量子數皆為零。交換Z玻色子是一個中性流作用（Neutral current interaction），而接收和發出Z玻色子的粒子除動量外甚麼也沒變。要觀測中性流作用需要在粒子加速器和粒子偵察器上作很大的投資，故目前世界上只有幾所高能物理實驗室擁有這些儀器。

## W和Z玻色子的預測

費曼圖

於1950年代量子電動力學的空前成功後，科學家希望為弱核力建立相似的理論。於1968年，這個論調在統一電磁力和弱核力後達到高潮。提出弱電統一的谢尔登·格拉肖、史蒂文·温伯格和阿卜杜勒·萨拉姆因此得到1979年的諾貝爾物理學獎。他們的弱電理論不止假設了W玻色子的存在來解釋β衰變，還預測有一種未被發現的Z玻色子。
W和Z玻色子有質量，而光子卻沒有——這是弱電理論發展的一大障礙。這些粒子現時以一個SU(2) 规范理論來精確描述，但理論中玻色子必定無質量。譬如，光子無質量是因為電磁力能以一個U(1)规范理論解釋。某些機制必須破壞SU(2)的對稱來給予W和Z玻色子的質量。其中一個解釋是由彼得·希格斯於1960年代晚期提出的希格斯機制。它預言了一種新粒子——希格斯玻色子(現今此粒子已被證實存在了)。
SU(2)測量儀理論、電磁力和希格斯機制三者的組合稱為格拉肖-温伯格-萨拉姆模型。它是目前廣泛接受為標準模型的一大支柱。

## W和Z玻色子的發現
W和Z粒子的發現是歐洲核子研究組織的主要成就之一。首先，於1973年，實驗觀察到了弱電理論預測的中性流作用；那時加尔加梅勒的氣泡室拍攝到有一些電子突然自行移動的軌跡。這些觀測結果被詮釋為中微子藉由交換沒有軌跡的Z玻色子與電子互相作用。由於中微子是偵測不到的，因此實驗中只能看到電子因著交互作用而造成的動量改變。
W和Z粒子要到能量夠高的粒子加速器建立後才正式被發現。第一部這樣的加速器是超級質子同步加速器，其中卡洛·鲁比亚和西蒙·范德梅尔在1983年一月進行的一連串實驗給出了明顯的W粒子證據。這些實驗稱作“UA1”（由鲁比亚主導）和“UA2”，且為眾多人合作的努力成果。范德梅尔是加速器方面的驅策者（隨機冷卻）。UA1和UA2在幾個月後（1983年五月）找到Z粒子。很快地鲁比亚和范德梅尔因而得到1984年的諾貝爾物理學獎，這可算是保守的諾貝爾獎基金會自成立以來相當不尋常迅速的一次。

## 外部連結
- 粒子物理學回顧（The Review of Particle Physics） （页面存档备份，存于）：粒子性質資訊的首要來源。
- CERN的W和Z粒子網頁